# ألان ديفيدسون (لاعب كرة قدم)
ألان ديفيدسون (بالإنجليزية: Alan Davidson)‏ (1 يونيو 1960 بملبورن في أستراليا - ) هو مدرب كرة قدم ولاعب كرة قدم أسترالي في مركز الدفاع، شارك في الألعاب الأولمبية الصيفية 1988. وشارك مع منتخب أستراليا تحت 20 سنة لكرة القدم ومنتخب أستراليا الوطني لكرة القدم تحت 23 سنة ومنتخب أستراليا لكرة القدم. أما مع النوادي، فقد لعب مع نوتينغهام فورست ونادي جنوب ملبورن وMelbourne Knights FC ‏ ونادي بهانغ ‏ وCollingwood Warriors SC ‏ وAltona City SC ‏.

## وصلات خارجية
- ألان ديفيدسون على موقع الاتحاد الدولي (مؤرشف)  (الإنجليزية)
- ألان ديفيدسون على موقع قاعدة بيانات كرة القدم.إي يو (الإنجليزية)
- ألان ديفيدسون على موقع ناشيونال فوتبول تيمز (الإنجليزية)
- ألان ديفيدسون على موقع أوليمبيديا (الإنجليزية)